# Andreas Trum
Andreas Trum (ur. 28 listopada 1920, zm. 28 maja 1947 w Landsberg am Lech) – zbrodniarz hitlerowski, SS-Oberscharführer i członek załogi obozu koncentracyjnego Mauthausen-Gusen.

## Życiorys
Urodzony w Hochdorf/Regenwaffen, członek SS od 1 stycznia 1938 (Waffen-SS od 25 października 1940). W latach 1941–1942 walczył na Bałkanach i w ZSRR (został ranny). 15 grudnia 1942 Trum rozpoczął służbę w obozie Mauthausen, jako kierownik pracowniczych komand więźniów. Sprawował następnie także stanowiska Arbeitseinsatzführera i Rapportführera. Przebywał w obozie do maja 1945 i był jednym z najbardziej okrutnych strażników. Dokonywał selekcji i odprowadzał więźniów do komór gazowych. Brał udział w niemal wszystkich egzekucjach. Maltretował więźniów, często szczując ich psem lub używając bicza.
Schwytany przez aliantów, zasiadł na ławie oskarżonych w procesie załogi Mauthausen-Gusen (US vs. Johann Altfuldisch i inni) przed amerykańskim Trybunałem Wojskowym w Dachau. Trum został w wyniku przeprowadzonego przewodu sądowego skazany na karę śmierci i stracony przez powieszenie w więzieniu Landsberg 28 maja 1947.
W niektórych źródłach podawana jest data śmierci 27 maja 1947.